# Band Beach

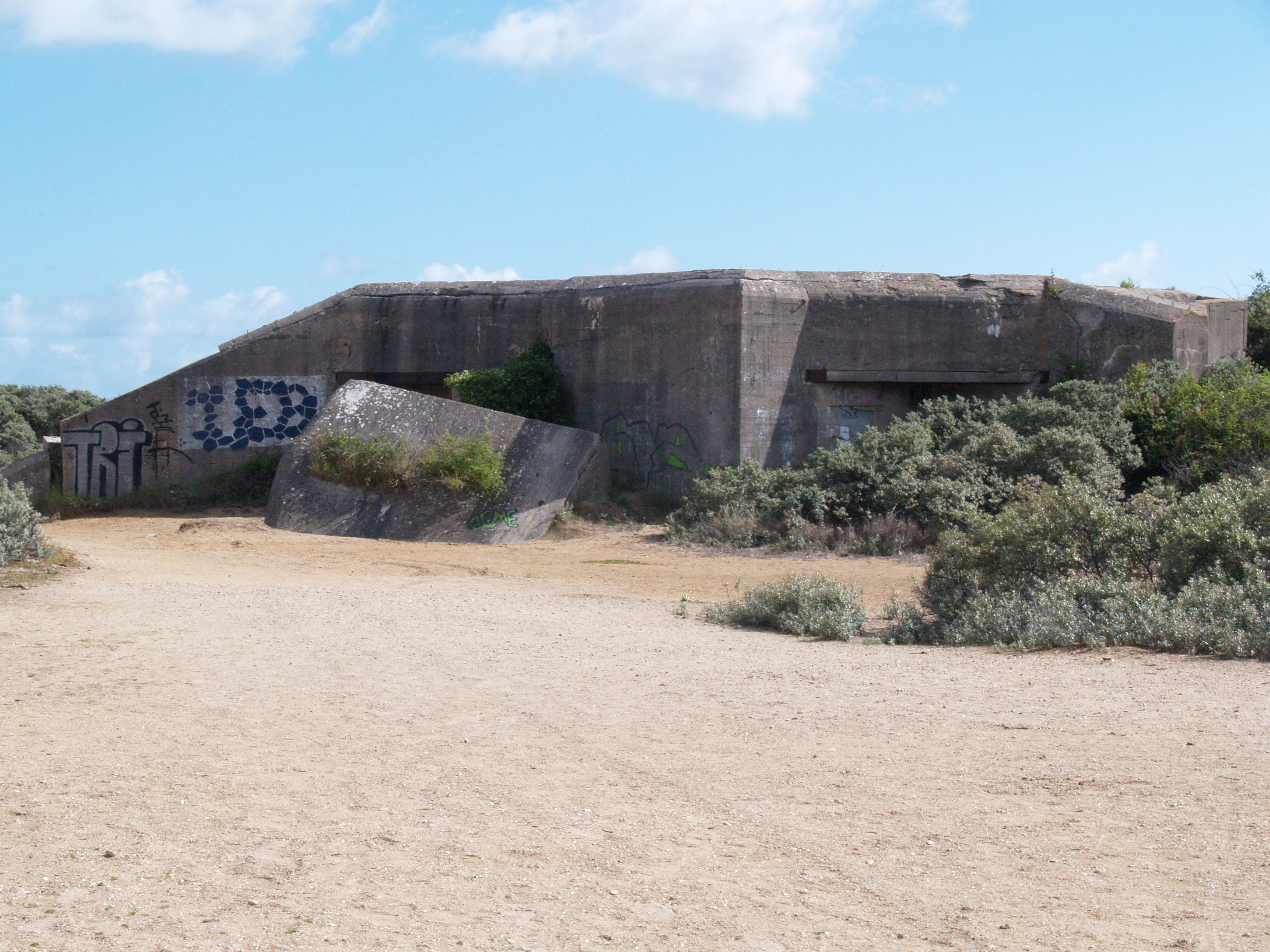
Duitse kazemat bij Stützpunkt 05 Franceville West, dat in de sector Band Beach lag

Band Beach was de geallieerde codenaam voor een van de landingsstranden voor een geallieerde landing op de Normandische kust. De sector Band lag tussen de Orne en de Dives, ten oosten van Sword Beach. De sector werd aanvankelijk aanwezen voor Operatie Overlord, maar tijdens de planning werd het plan opgegeven. In plaats van een amfibische landing werden eenheden van de Britse 6e Luchtlandingsdivisie in het gebied gedropt. 